# Abd-al-Wakil (nom)
Abd-al-Wakil és un nom masculí teòfor àrab islàmic (àrab: عبد الوكيل, ʿAbd al-Wakīl) que literalment significa ‘Servidor del Protector’, essent «el Protector» un dels epítets de Déu. Si bé Abd-al-Wakil és la transcripció normativa en català del nom en àrab clàssic, també se'l pot trobar transcrit Abdul Wakil, ‘Abdul Wakiel... normalment per influència de la pronunciació dialectal o seguint altres criteris de transliteració. Com a teòfor, també el duen molts musulmans no arabòfons que l'han adaptat a les característiques fòniques i gràfiques de la seva llengua.